# Midnight Red
Midnight Red (ранее известный как FLYTE) — американский бойз-бэнд. Группа выступала на разогреве в туре NKOTBSB в 2011 году и в настоящее время записывает материал для своего дебютного альбома, который, как ожидается, будет выпущен в 2014 году.

## Музыкальная карьера

### 2009: FLYTE и формирование Midnight Red
Midnight Red изначально состоял из троих парней: Эрика, Энтони и Томаса. 
В 2007 году Эрик и Томас пробовались для перерождения в популярный бойс-бенд Menudo, однако успеха им добиться не удалось. Желания выступать это не остановило, и парни хотели продолжать заниматься развитием своей музыкальной карьеры. 
Позже, с помощью первого продюсера, к группе присоединился Джои. Колтона нашли на YouTube. 
В 2009, после переезда в Калифорнию, группа стала называться FLYTE. 
После долгих репетиций и трудных работ группа попалась на глаза одному из музыкальных продюсеров RedOne (Надир Хаят/Nadir Khayat), который работал с Akon, Lady GaGa, Дженнифер Лопес и многими другими артистами. 
С момента подписания контракта с Interscope Records группа была переименована в Midnight Red. Как говорит Джои, идея с названием пришла к нему во сне. В видео для Body Talk Томас сказал, что полночь — это время, которого ждет каждый, чтобы улизнуть на вечеринку, а красный — доминирующий цвет, «цвет твоего лица» — олицетворяет то, что они хотят делать своей музыкой. 

### 2011: Мини-альбом, NKOTBSB-тур и первый альбом
Весной 2011 Interscope Records выпустили EP (мини-альбом) на iTunes. EP содержал первую песню парней One Club At A Time, которая была использована для национального дня танцев телеканала FOX — So You Think You Can Dance, а также песню-кавер Step By Step группы New Kids On The Block. 
Группа получила восторженные отзывы на открытии NKOTSB Tour (New Kids On The Block и Backstreet Boys) летом 2011. После тура группа полетела в Париж, чтобы продолжать работу над их дебютным альбомом. В 2013 в интервью для Musichel Эрик сказал, что группа ведет переговоры о своем втором сингле с Tupac’s Hologram. 

### 2012: «Hell Yeah» и продвижение Midnight Red
Группа выступала на многих мероприятиях, в том числе «Guard A Heart» — выступление Ларри Кинга на пре-Грэмми, представляли Карли Рэй Джепсен на Universal City Walk и выступали на Young Hollywood Uneeqability. 
Их первый официальный сингл «Hell Yeah!» получил ротацию на Minnesota’s Mix 94.9 KMXK FM и был выпущен на радио во второй половине мая 2012. 
Видео для сингла было снято в апреле 2012, в Калифорнии. Снял клип Деклан Уайтблум (Declan Whitebloom), который работал сТейлор Свифт и One Direction. 
«Hell Yeah!» был реализован на iTunes 9 июня 2012 года. 

### 2013:Take Me Homeи Capitol Records
MNR выпустили свой новый сингл «Take Me Home» 16 июля. Видео вышло в 19 августа. Сингл был спродюсирован RedOne и записан в Лос-Анджелесе, Калифорния. «Take Me Home» так же был показан в кинотеатрах всей страны в рекламе Coca-Cola. MNR, через совместное предприятие 2101 Records, подписали контракт с Capitol Records в июне 2013. Выход их первого альбома запланирован на начало 2014 года. 
Для продвижения своего сингла, Midnight Red дали ряд праздничных концертов в Соединенных Штатах, после своего успешного радио-тура. 

### 2014
В 2014 году, Midnight Red будут гастролировать с Остином Махоуном в «Artist to Watch»-туре от MTV. Этот тур состоит из остановок по всей восточной части Соединенных Штатов в 10 городах.

## Участники

### Колтон Рудлофф
Колтон Рудлофф (англ. Colton Rudloff; род. 17 января 1989, Буффало, Нью-Йорк). Колтон был обнаружен через YouTube будущими коллегами по группе. До своего участия в Midnight Red он пробовался в пятом сезоне телешоу American Idol в 16 лет, но был отклонён из-за возраста. Также Рудлофф гимнаст 10 уровня.

### Джои Диггс младший
Джои Диггс младший (англ. Joey Diggs Jr.; род. 26 августа 1989, Лос-Анджелес, Калифорния). В то время, когда Джои посещал Университет штата Калифорния, его нашёл менеджер Midnight Red. Его отец, Джои Диггс старший был певцом / автором песен, который записывал вокальные партии с такими известными музыкантами, как Смоки Робинсон и Уитни Хьюстон.

### Томас Аугусто
Томас Аугусто (англ. Thomas Augusto; род. 3 мая 1991, Арлингтон, Техас). Томас переехал из своего родного штата Техас в Калифорнию после предложения Эрика и Энтони присоединиться к группе. Томас пробовался на MTV’s Making Menudo ещё в 2007 году.

### Эрик Секарая
Эрик Секарая (англ. Eric Secharia; род. 21 января 1992, Бербанк, Калифорния). Эрик основал группу с Энтони, с которым он подружился через общего преподавателя по вокалу. Эрик пробовался на MTV’s Making Menudo в 2007 году, где он впервые встретился с Томасом.

### Энтони Ладао
Энтони Ладао (англ. Anthony Ladao; род. 11 февраля 1993, Сиэтл, Вашингтон). Энтони был одним из первых участников группы вместе с Эриком, с которым он подружился через общего преподавателя по вокалу. В возрасте 12 лет, Энтони пробовался быть резервным танцором для Джанет Джексон, но ему было отказано после того, как он попал в финал, потому что он был слишком молод чтобы отправиться в турне.